# Othématome
 Mise en garde médicale
Un othématome est un hématome du pavillon de l'oreille, plus exactement entre le périchondre et le cartilage. Il se manifeste par une tuméfaction sensible du pavillon. Le principal risque évolutif est la chondrite secondaire. Le traitement est l'évacuation chirurgicale par la pratique d'une incision et la mise en place d'un drain. Pour évacuer l'hématome, une antibiothérapie de couverture est nécessaire.